# باول ماك
باول ماك (بالإنجليزية: Paul Mac)‏ هو موسيقي أسترالي، ولد في 17 سبتمبر 1965 في سيدني في أستراليا.

## وصلات خارجية
- الموقع الرسمي
- باول ماك على موقع ميوزك برينز (الإنجليزية)
- باول ماك على موقع ديسكوغز (الإنجليزية)